# Ruellia affinis
Ruellia affinis é uma espécie de planta do gênero Ruellia e da família Acanthaceae.

## Taxonomia
A espécie foi descrita em 1895 por Gustav Lindau.
Os seguintes sinônimos já foram catalogados:
- Dipteracanthus neowedia  Nees
- Dipteracanthus subringens  Nees
- Ruellia neowedia  (Nees) Lindau
- Ruellia subringens  (Nees) Lindau
- Dipteracanthus affinis  (Schrad.) Nees

## Forma de vida
É uma espécie terrícola e subarbustiva.

## Conservação
A espécie faz parte da Lista Vermelha das espécies ameaçadas do estado do Espírito Santo, no sudeste do Brasil. A lista foi publicada em 13 de junho de 2005 por intermédio do decreto estadual nº 1.499-R.

## Distribuição
A espécie é endêmica do Brasil e encontrada nos estados brasileiros de Bahia e Espírito Santo.
A espécie é encontrada no domínio fitogeográfico de Mata Atlântica, em regiões com vegetação de floresta ombrófila pluvial.